# James Croll
James Croll (ur. 2 stycznia 1821, zm. 15 grudnia 1890) – szkocki przyrodnik, klimatolog i glacjolog, samouk.

## Życiorys
Urodzony 2 stycznia 1821 r. na farmie Little Whitefield w parafii Cargill w Perthshire jako syn kamieniarza. Wkrótce po jego narodzinach rodzina została eksmitowana z ziemi przez obszarnika i osiadła na małej działce ziemi o słabej jakości. Z rodzeństwa Crolla dorosłości dożył tylko jeden brat, którego zdrowie nie pozwalało jednak na pracę fizyczną, wobec czego oczekiwano, że to James będzie pracować z ojcem. Jednocześnie od dziecka wykazywał żywą inteligencję i zainteresowanie nauką.
Początkowo zajmował się naprawą maszyn rolniczych, ale z powodów zdrowotnych musiał zrezygnować i podjął pracę w sklepie. Praca ta jednak nie była udana z powodu jego charakteru. Wkrótce potem zajął się z powodzeniem sprzedażą ubezpieczeń i pomimo względnych sukcesów uznawał ten okres za nieprzyjemny. Kolejną branżą było hotelarstwo, jednak przedsięwzięcie nie było zyskowne z powodu dużej konkurencji.
Ostatecznie otrzymał propozycję pracy jako woźny w Anderson College w Glasgow, tam w przerwach między obowiązkami zajął się z powodzeniem dokształcaniem się, a wkrótce zaczął publikować własne prace naukowe w Philosophical Magazine. Jego najważniejszym osiągnięciem jest rozwinięcie pracy Urbaina Le Verriera o zmienności orbity Ziemi. Według Crolla dopływ promieniowania słonecznego do Ziemi kształtowany jest przez trzy zjawiska, tj. orbita planety wygina się w cyklu ok. 100 tys. lat, nachylenie osi Ziemi do płaszczyzny jej ruchu dookoła Słońca waha się co ok. 40 tys. lat, precesja osi naszej zmienia się w cyklu ok. 20 tys. lat (zobacz: cykle Milankovicia).
W wyniku swoich obliczeń obejmujących 3 mln lat Croll stwierdził, że Ziemia doświadczyła nie jednej, a kilku epok lodowcowych, a także że w przyszłości planetę czeka kolejna taka epoka. Croll zaproponował także, że w epoce lodowcowej rozwój pokrywy lodowej był stymulowany przez odbijanie promieniowania słonecznego przez już istniejący lód.
Ustaliwszy przebieg cyklu zlodowaceń Croll zaczął dokumentować ślady zlodowacenia w okolicy, w czym wspierał go przyrodnik Archibald Geikie. Geikie zaproponował także Crollowi w 1864 r. posadę w Geological Survey of Scotland, gdy ten opublikował swoje pierwsze prace na temat glacjologii, które zainteresowały nie tylko jego, ale też Lorda Kelvina i sir Andrew Ramsaya. W 1867 r. Croll został sekretarzem GSS i pozostał nim do przejścia na emeryturę w 1881 roku.
Zmarł 15 grudnia 1890 roku.
Autor książek, m.in. Climate and Time in their Geological Relations, Climate and Cosmology i The Philosophical Basis of Evolution oraz wspomnień opublikowanych w 1896 roku.
Żonaty z Isabellą Macdonald.